# Norra Jungfrutjärnen
Norra Jungfrutjärnen är en sjö i Hällefors kommun i Västmanland och ingår i Göta älvs huvudavrinningsområde.